# Horst Heldt
Pour les articles homonymes, voir Heldt.
Horst Heldt, né le 9 décembre 1969 à Königswinter, est un footballeur international allemand. Il évoluait au poste de milieu de terrain, après sa carrière de joueur, il devient manager dans diverses équipes.

## Biographie

### Carrière de joueur
Horst Heldt commence le football dans sa ville natale, à 6 ans il joue avec le FV Königswinter, en 1986 il rejoint le FV Bad Honnef avant d'être repéré par le FC Cologne dont il va intégrer les équipes juniors. En 1988, Heldt qui apprend le métier de mécanicien automobile, joue avec l'équipe réserve puis en 1990 il dispute son premier match avec l'équipe professionnelle. Il rentre en jeu dans la finale de Coupe d'Allemagne de football 1990-1991 perdue aux tirs au but contre le Werder Brême.
Pour Cologne il jouera 144 matchs en Bundesliga et marquera 13 buts avant de rejoindre le TSV 1860 Munich. Après 111 matchs pour les Bavarois il s'engage avec l'Eintracht Francfort. Lorsque le club est relégué en deuxième division il va en Autriche pour jouer au SK Sturm Graz. En janvier 2003, Felix Magath le fait venir au VfB Stuttgart, où il a un rôle plus offensif, dès sa première saison il termine vice-champion d'Allemagne.
Le 23 avril 2005, il dispute son dernier match de Bundesliga lors de la 30e journée de la saison 2004-2005. La saison suivante il ne sera que sur le banc sans aucune minute de jeu.

#### en équipe nationale
Le 28 avril 1999 à Brème, Horst Heldt dispute son premier match avec l'équipe d'Allemagne, il est titulaire lors d'un match amical contre l'équipe d'Écosse. Il est titulaire au milieu de terrain à côté de joueurs comme Dietmar Hamann et Jens Jeremies. Un autre joueur fait ses premiers pas en équipe nationale ce jour-là : Michael Ballack. L'Allemagne s'incline à domicile 0-1 contre l'Écosse.
Heldt participe ensuite à la Coupe des confédérations 1999 au Mexique, ne joue que le dernier match de poule contre les États-Unis. Il est titulaire mais est remplacé à la 60e minute par Paulo Rink. L'Allemagne perd la rencontre 2-0 et est éliminée de la compétition en terminant à la troisième place de la poule derrière le Brésil et son adversaire du jour. Ce sera son dernier match avec l'équipe nationale.

### Carrière de manager
Dès sa fin de carrière de joueur en 2006 au VfB Stuttgart, il reste au club comme directeur sportif. Une de ses premières actions est de licencier son ancien entraîneur Giovanni Trapattoni. En 2007, le club devient champion d'Allemagne, son contrat est prolongé jusqu'en 2012. En 2009, il rentre dans le conseil d'administration du club.
En 2010, il intègre le conseil d'administration de Schalke 04, et s'occupe du marketing. Il fait venir Ralf Rangnick comme entraîneur et le club remporte la Coupe d'Allemagne en 2011. Avant la saison 2011-2012, il réduit l'effectif de l'équipe et vend Manuel Neuer au Bayern Munich, en fin de saison le club termine à la 3e place et se qualifie pour la Ligue des champions. La saison suivante est moins bonne et Heldt est critiqué pour ses achats en début de saison, ensuite le club connaîtra plusieurs changements d'entraineurs. Heldt sera licencié à la fin de la saison 2015-2016.
Le 5 mars 2017, Heldt est nommé manager du Hanovre 96. Il y remplace Martin Bader qui vient d'être licencié. Fin novembre 2017, il est sollicité par un autre club, le FC Cologne. Des négociations sont donc entamées avec Hanovre mais sans résultat. En avril suivant, c'est au tour du VfL Wolfsburg de s’intéresser à Heldt, sans parvenir toutefois à un accord de l'indemnité de transfert. À la fin de la saison 2018-2019 le club est à la dernière place et Heldt est licencié.
Le 19 novembre 2019, il revient dans le club de ses débuts, le FC Cologne, dans le rôle de manager sportif. Il succède à Armin Veh et signe un contrat courant jusqu'au 30 juin 2021. Depuis quelques années le club fait régulièrement l’ascenseur entre la Bundesliga et la deuxième division. À son arrivée, Cologne flirte avec la zone de relégation. 
Heldt organise un changement d'entraîneur après la 28e journée de la saison 2020-2021 remplaçant Markus Gisdol par Friedhelm Funkel. Le club se sauve de la relégation pendant les barrages en battant le Holstein Kiel, mais la direction se sépare de Heldt. Une de ses dernières actions comme manager à Cologne est de négocier le contrat validant l'arrivée du nouvel entraîneur Steffen Baumgart, qui amènera la saison suivante le club en Coupe d'Europe.

## Palmarès
- 2 sélections et 0 but en équipe d'Allemagne lors de l'année 1999